# Белінда (гора)
Гора Белінда — стратовулкан на острові Монтег'ю у складі Південних Сандвічевих островах моря Скотія. Гора Белінда є частиною Британської заморської території, Південної Джорджії та Південних Сандвічевих островів, також є найвищою вершиною Південних Сандвічевих островів (1370 м).
Белінда була неактивною до кінця 2001 року, коли відбулося виверження. Під час виверження велику кількість базальтової лави було вивільнено. Лава розтопила товстий покрив льоду, який накопичився на верхівці поки вулкан перебував у сплячому стані. Останнє  «створивло дивовижну «природну лабораторію» для вивчення взаємодії лави та льоду, що стосується біології екстремальних середовищ, а також до процесів, які вважаються важливими на Марсі». 
Активність протягом 2005 року була найвищою. Підвищення активності восени 2005 року створило 3,5 кілометровий потік лави, який простягався від конуса вершини гори Белінда до моря. Потік поширювався на північний схід від жерла вулкана.  Наприкінці 2007 року еруптивна активність припинилася, а в 2010 році єдиною активністю були фумароли та процеси охолодження лави.
 

## Зовнішні посилання
- Ongoing Eruption of Mount Belinda. NASA Earth Observatory. Архів оригіналу за 1 листопада 2004. Процитовано 2 травня 2006.
- Mount Belinda Erupts. NASA Earth Observatory. Архів оригіналу за 21 жовтня 2005. Процитовано 2 травня 2006.
- LeMasurier, W. E., ред. (1990). E. South Sandwich Islands. Volcanoes of the Antarctic Plate and Southern Oceans. Т. 48. American Geophysical Union. с. 512 pp. ISBN 0-87590-172-7.
- News@Nature story on the 2005 eruption (subscription required)